# Son Mates de Coanegra
Son Mates era una antiga possessió i molí fariner de Santa Maria del Camí, situada a la vall de Coanegra.
Son Mates estava situada entre Son Oliver, la Garriga d'en Riera i el  molí draper (Bassa de Cas Barreter). El molí surt documentat en el segle xiii i estava mogut per l'aigua de la síquia de Coanegra. El 1600 era d'Antònia Bibiloni viuda de Vicenç Mates, que dividí la propietat a parts iguals entre els seus fills Vicenç i Jaume. A la segona meitat del segle xvii Vicenç Mates de Son Mates es casà amb l'hereva de Son Roig, passant el llinatge a identificar els propietaris i descendents de Son Roig. Son Mates el 1676 es va vendre als Cotoner, propietaris de Son Torrella.
Sembla que el casal del molí i les cases es varen veure afectades per una de les torrentades del torrent de Coanegra. L'Arxiduc situa la possessió prop de la sortida del comellar de s'Estret. Helena Kirchner estableix una hipòtesi sobre la situació de Son Mates a partir de l'alçada de la síquia, deduint que allà on passa a més altura sobre el sementer és on podia haver-hi hagut el cup. La tesi de l'Arxiduc i d'Helena Kirchner es veu confirmada pel trespol de restes ceràmiques que ocupa l'espai on estaven les cases. El Paborde Jaume de nin hi va anar a unes noces, però a final del segle xviii ja s'havia esboldregat. Son Mates encara consta en el mapa del cardenal Despuig.